# Cal Barber (l'Ametlla del Vallès)
Cal Barber és un edifici del municipi de l'Ametlla del Vallès (Vallès Oriental) inclòs en l'Inventari del Patrimoni Arquitectònic de Catalunya.

## Descripció
És un edifici amb una paret mitgera amb coberta plana i composta de planta i pis. Està edificada en un terreny ortogonal. La façana és de pedra vista i maó, amb un petit sòcol de pedres sense tallar. Té composició asimètrica. Les obertures del primer pis són unes peculiars finestres geminades amb una columna de maó al mig. La finestra de la planta baixa forma un arc curvilini amb un senzill i acurat reixat propi de la primera etapa de Raspall, amb el motiu decoratiu de "corda". Al ventall d'aquesta finestra hi ha una vidriera de colors.
Pertany a la primera etapa modernista de Raspall i pel seu estil es pot datar entre 1905 i 1914.

## Història
Aquesta casa és una de les primeres que es van construir al Carrer Torregassa, a càrrec de M. J. Raspall com el Cafè de l'Ametlla o la Casa Consistorial. Forma part del conjunt d'edificis del primer eixample, corresponent al moment de transformació de la vila en punt important d'estiueig per a la burgesia de Barcelona.